# Septembermorgnar
Septembermorgnar är en brasiliansk dramaserie i regi av Luís Pinheiro och Dainara Toffoli och skriven av Alice Marcone, Carla Meirelles, Marcelo Montenegro och Josefina Trotta, producerad av O2 Filmes för Prime Video som hade premiär den 25 juni 2021 på Prime Video. Huvudrollerna spelas av Liniker, Thomás Aquino, Karine Teles, Paulo Miklos, Gustavo Coelho, Isabela Ordoñez, Clodd Dias och Gero Camilo.

## Handling
Septembermorgnar berättar historien om Cassandra, en transkvinna som arbetar som leveransförare för en mobilapp. För närvarande bosatt i São Paulo, var hon tvungen att lämna sin hemstad för att driva sin dröm om att vara coversångare för Vanusa, en brasiliansk sångare från 1970-talet. Efter att ha kämpat i många år har hon äntligen hittat sin egen lägenhet och är kär i Ivaldo. Saker blir komplicerade när en före detta flickvän, Leide, åter går in i sitt liv med en pojke som påstår sig vara hennes son.